# Eupolybothrus andreevi
Eupolybothrus andreevi är en mångfotingart som beskrevs av Matic 1964. Eupolybothrus andreevi ingår i släktet Eupolybothrus och familjen stenkrypare.
Artens utbredningsområde är Bulgarien. Inga underarter finns listade i Catalogue of Life.